# James Maslow
 (janvier 2012).
Si vous disposez d'ouvrages ou d'articles de référence ou si vous connaissez des sites web de qualité traitant du thème abordé ici, merci de compléter l'article en donnant les références utiles à sa vérifiabilité et en les liant à la section « Notes et références ».
James David Maslow est un acteur, chanteur et danseur américain, né le 16 juillet 1990 à New York. Il se fait connaître grâce à son rôle de James Diamond dans Big Time Rush sur Nickelodeon et Gulli.
Il est l'un des membres du groupe Big Time Rush (2009–2014).

## Biographie

### Jeunesse
James David Maslow naît le 16 juillet 1990 à New York, et grandit à La Jolla, en Californie,. Son père est juif d'origine russe et sa mère, catholique d'origine irlandaise et allemande : James Maslow se considère lui-même comme une personne « religieuse et spirituelle »[réf. nécessaire].
En 1996, à l'âge de 6 ans, il commence à chanter lorsque ses parents le mettent dans une chorale d'enfant de San Diego,. À 10 ans, il décroche un petit rôle dans l’opéra La Bohème,,.

## Carrière

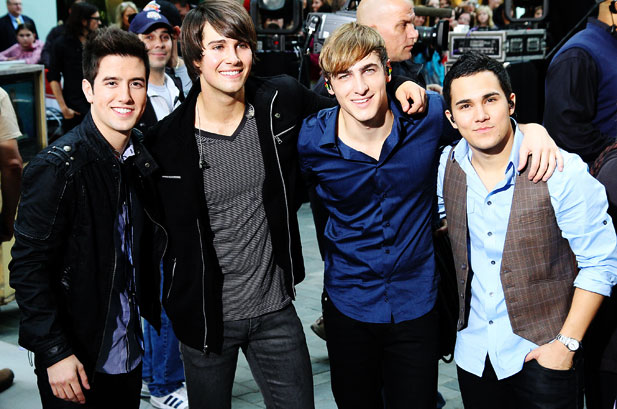
Big Time Rush, en octobre 2010.

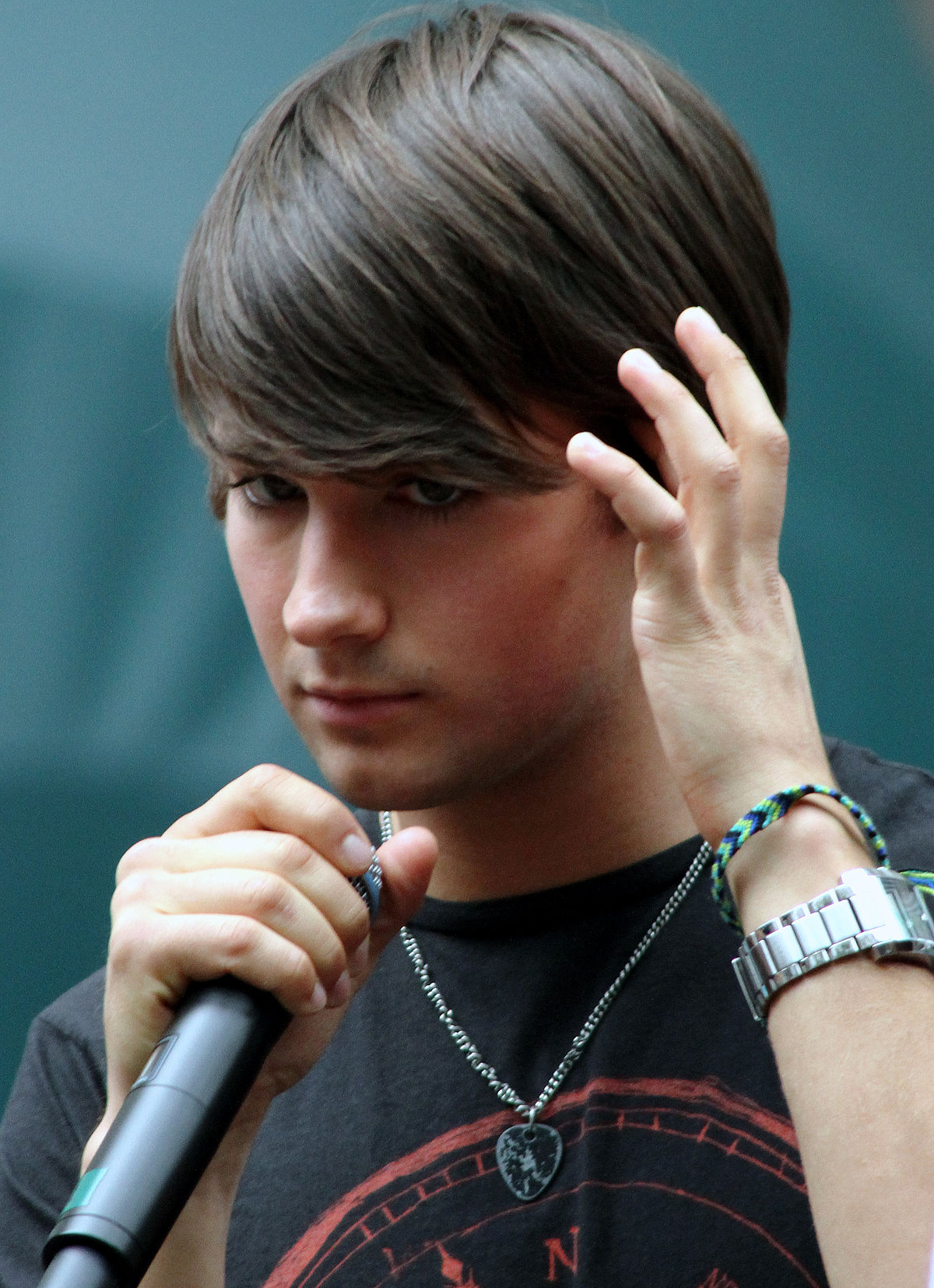
James Maslow, en août 2010.

En 2008, à 18 ans, James Maslow fait ses débuts à la télévision, en jouant le rôle de Shane dans le premier épisode de la deuxième saison d'iCarly.
En 2009, il joue dans la série Big Time Rush, jusqu'en 2013, et le film Big Time Movie. Avec le groupe Big Time Rush, il est invité dans l'épisode How to rock an Election de la série How to Rock.
En 2013, il interprète avec le groupe féminin Cimorelli une cover de la chanson Mirrors de Justin Timberlake et il coécrit la chanson Never Too Young avec Mattybraps, qu'ils chantent en duo.
Le 4 mars 2014, il participe à la 18e édition de l'émission américaine Dancing with the Stars, sa partenaire est Peta Murgatroyd. Il obtient le premier score parfait de la saison soit un 40/40 en performant une danse contemporaine sur la chanson Let it go du film de Disney, La Reine des Neiges. Il obtient à nouveau un score parfait lors de la 9e semaine en effectuant un cha-cha-cha sur Love never felt so good de Michael Jackson. La finale se déroulant en deux soirées, il est éliminé le premier soir et termine à la 4e place. Néanmoins lors de la 2e soirée, il a été choisi pour effectuer à nouveau le Freestyle qu'il avait effectué la veille grâce à des votes sur Twitter. Les gagnants de cette 18e édition sont finalement Meryl Davis et Maks Chmerkovskiy.
En 2015, il intègre la distribution du téléfilm Les Enfants du péché : Les Racines du mal : il est retenu pour le rôle de Bart Foxworth, un jeune adulte perturbé de 25 ans, hanté par l'esprit fou de son arrière-grand-père Malcolm.
Le 23 juillet 2015, il sort son premier single intitulé Lies. Le 21 octobre 2015 son 2e single Circles est mis en ligne sur SoundCloud.
Le 19 février 2016, il lance son propre patreon, site qui consiste à soutenir les artistes.
En 2016, il intègre la distribution du film 48 Hours to live : il est retenu pour jouer le rôle de Wyatt Wells, une jeune adulte qui est à la recherche de l'assassin de sa sœur ; il intègre également la distribution de It happenned One Valentine's : il est retenu pour le rôle de Caleb Greene, un jeune chanteur, ainsi que la distribution de Bachelors Lions : il est retenu pour le rôle de Mark Meyers
Son premier album est sorti le 3 mars 2017, suivi d'une tournée européenne qui a commencé le 8 mars 2017 à Paris et pris fin le 23 mars à Londres.
Le 12 aout 2017, il intègre la distribution de The Boarder : il est retenu pour le rôle de Jake (un serial killer).
En 2018, il participe à la première saison de Celebrity Big Brother sur CBS.

### Vie privée
En 2008, James Maslow est en couple avec l'actrice américaine Miranda Cosgrove qu'il a rencontrée sur le tournage d'iCarly. En juillet 2011, ils se sont séparés après trois ans de relation.
En février 2011, il partage sa vie avec Gage Goligthly, actrice et mannequin américaine, jusqu'en octobre 2011.
En 2012, il rentre dans la vie de Ciara Hanna, chanteuse américaine, jusqu'en 2013.
En 2013, il est en couple avec Halston Sage, actrice, chanteuse et mannequin américaine, pendant un an.

## Filmographie

### Cinéma

#### Longs métrages
- 2016 : Wild for the Night de Benny Boom : Wyatt
- 2017 : Un scoop pour la Saint-Valentin (It Happened One Valentine's) de Jake Helgren : Caleb Greene
- 2017 : Art Show Bingo de Matthew Fine : Will Hunter
- 2018 : Bachelor Lions de Paul Bunch : Mark Meyers

### Télévision

#### Téléfilms
- 2015 : Les Enfants du péché : Les Racines du mal (Seeds of Yesterday) de Shawn Ku : Bart
- 2018 : Dangereuse Attirance de Rob Schmidt : Jake
- 2020 : Forever My Star : Brice

#### Séries télévisées
- 2008 : iCarly : Shane (saison 2, épisode 1 : iSaw Him First)
- 2009-2013 : Big Time Rush : James Diamond (73 épisodes)
- 2012 : Papa fait son show : Ricky Adams (3 épisodes)
- 2013 : Marvin Marvin : James (saison 1, épisode 19 : Big Time Marvin)
- 2014 : Sequestered : Kevin Mohr (7 épisodes)
- 2018 : The Big Bang Theory : Bartender (saison 11, épisode 20 : The Reclusive Potential)